# Sune Norrman
Sune Norrman, född 20 maj 1883, död 30 september 1954, var en svensk ämbetsman.
Norrman tog en juristexamen i Uppsala 1905. Han blev notarie i kammarrätten 1912, sekreterare där 1917, kammarrättsråd 1918. Han var notarie i andra kammaren 1907-18 och från 1923. Han var även sekreterare i kommunalskattekommittén och utgav bland annat 1926 års ändringar i fattigvårdslagen (1926) och Fattigvårdsprocessen (1931).